# Coppa Italia 2016-2017 (pallavolo femminile)
La Coppa Italia 2016-2017 si è svolta dal 5 gennaio al 5 marzo 2017: al torneo hanno partecipato otto squadre di club italiane e la vittoria finale è andata per la prima volta all'Imoco.

## Regolamento
Le squadre hanno disputato quarti di finale, giocati con gare di andata e ritorno (viene disputato un golden set in caso di stesso quoziente set), semifinali e finale.

## Squadre partecipanti
| Squadra         | Qualificazione                          | Ultima partecipazione |
| --------------- | --------------------------------------- | --------------------- |
| Bergamo         | 4ª al girone di andata Serie A1 2016-17 | Coppa Italia 2015-16  |
| Neruda          | 7ª al girone di andata Serie A1 2016-17 | Debutto               |
| Busto Arsizio   | 6ª al girone di andata Serie A1 2016-17 | Coppa Italia 2014-15  |
| Casalmaggiore   | 1ª al girone di andata Serie A1 2016-17 | Coppa Italia 2015-16  |
| Imoco           | 2ª al girone di andata Serie A1 2016-17 | Coppa Italia 2015-16  |
| AGIL            | 3ª al girone di andata Serie A1 2016-17 | Coppa Italia 2015-16  |
| River           | 8ª al girone di andata Serie A1 2016-17 | Coppa Italia 2015-16  |
| Savino Del Bene | 5ª al girone di andata Serie A1 2016-17 | Coppa Italia 2015-16  |

## Torneo

### Tabellone
|  | Quarti | Quarti          | Quarti | Quarti |  |   | Semifinali      | Semifinali | Semifinali |  |   | Finale | Finale | Finale |
|  |        |                 |        |        |  |   |                 |            |            |  |   |        |        |        |
|  | 2      | Imoco           | 3      | 3      |  |   |                 |            |            |  |   |        |        |        |
|  | 2      | Imoco           | 3      | 3      |  |   |                 |            |            |  |   |        |        |        |
|  | 7      | Neruda          | 0      | 0      |  |   |                 |            |            |  |   |        |        |        |
|  | 7      | Neruda          | 0      | 0      |  | 2 | Imoco           | 3          |            |  |   |        |        |        |
|  |        |                 |        |        |  | 2 | Imoco           | 3          |            |  |   |        |        |        |
|  |        |                 |        |        |  |   | 3               | AGIL       | 1          |  |   |        |        |        |
|  | 3      | AGIL            | 3      | 3      |  |   | 3               | AGIL       | 1          |  |   |        |        |        |
|  | 3      | AGIL            | 3      | 3      |  |   |                 |            |            |  |   |        |        |        |
|  | 6      | Busto Arsizio   | 2      | 0      |  |   |                 |            |            |  |   |        |        |        |
|  | 6      | Busto Arsizio   | 2      | 0      |  |   |                 |            |            |  | 2 | Imoco  | 3      |        |
|  |        |                 |        |        |  |   |                 |            |            |  | 2 | Imoco  | 3      |        |
|  |        |                 |        |        |  |   |                 |            |            |  |   | 8      | River  | 0      |
|  | 4      | Bergamo         | 0      | 3      |  |   |                 |            |            |  |   | 8      | River  | 0      |
|  | 4      | Bergamo         | 0      | 3      |  |   |                 |            |            |  |   |        |        |        |
|  | 5      | Savino Del Bene | 3      | 2      |  |   |                 |            |            |  |   |        |        |        |
|  | 5      | Savino Del Bene | 3      | 2      |  | 5 | Savino Del Bene | 1          |            |  |   |        |        |        |
|  |        |                 |        |        |  | 5 | Savino Del Bene | 1          |            |  |   |        |        |        |
|  |        |                 |        |        |  |   | 8               | River      | 3          |  |   |        |        |        |
|  | 1      | Casalmaggiore   | 0      | 3      |  |   | 8               | River      | 3          |  |   |        |        |        |
|  | 1      | Casalmaggiore   | 0      | 3      |  |   |                 |            |            |  |   |        |        |        |
|  | 8      | River           | 3      | 0      |  |   |                 |            |            |  |   |        |        |        |
|  | 8      | River           | 3      | 0      |  |   |                 |            |            |  |   |        |        |        |

### Risultati

#### Quarti di finale

##### Andata
| 5 gennaio 2017 PalaPanini, Modena Durata: ? - Spettatori: 1 903                | River           | 3 - 0 | Casalmaggiore | 25-18, 25-22, 25-16              |
| 5 gennaio 2017 Palazzetto dello Sport, Scandicci Durata: 1h:18 - Spettatori: ? | Savino Del Bene | 3 - 0 | Bergamo       | 25-16, 25-22, 26-24              |
| 5 gennaio 2017 PalaResia, Bolzano Durata: 1h:23 - Spettatori: ?                | Neruda          | 0 - 3 | Imoco         | 23-25, 22-25, 26-28              |
| 5 gennaio 2017 PalaYamamay, Busto Arsizio Durata: 2h:01 - Spettatori: 2 340    | Busto Arsizio   | 2 - 3 | AGIL          | 23-25, 17-25, 25-23, 25-15, 9-15 |

##### Ritorno
| 8 gennaio 2017 PalaRadi, Cremona Durata: ? - Spettatori: 2 912         | Casalmaggiore | 3 - 0 | River           | 25-15, 25-15, 25-19 Golden set: 16-18 |
| 8 gennaio 2017 PalaNorda, Bergamo Durata: 2h:05 - Spettatori: 1 403    | Bergamo       | 3 - 2 | Savino Del Bene | 23-25, 19-25, 27-25, 25-19, 15-7      |
| 8 gennaio 2017 PalaVerde, Villorba Durata: 1h:29 - Spettatori: ?       | Imoco         | 3 - 0 | Neruda          | 25-18, 30-28, 25-16                   |
| 8 gennaio 2017 PalaTerdoppio, Novara Durata: 1h:26 - Spettatori: 3 000 | AGIL          | 3 - 0 | Busto Arsizio   | 25-20, 29-27, 25-23                   |

#### Semifinali
| 4 marzo 2017 Nelson Mandela Forum, Firenze Durata: 2h:00 - Spettatori: ? | Savino Del Bene | 1 - 3 | River | 24-26, 25-19, 25-27, 22-25 |
| 4 marzo 2017 Nelson Mandela Forum, Firenze Durata: 1h:58 - Spettatori: ? | Imoco           | 3 - 1 | AGIL  | 23-25, 25-21, 25-23, 25-23 |

#### Finale
| 5 marzo 2017 Nelson Mandela Forum, Firenze Durata: 1h:19 - Spettatori: 4 550 | Imoco | 3 - 0 | River | 25-23, 25-22, 25-23 |